# José Ignacio Díaz

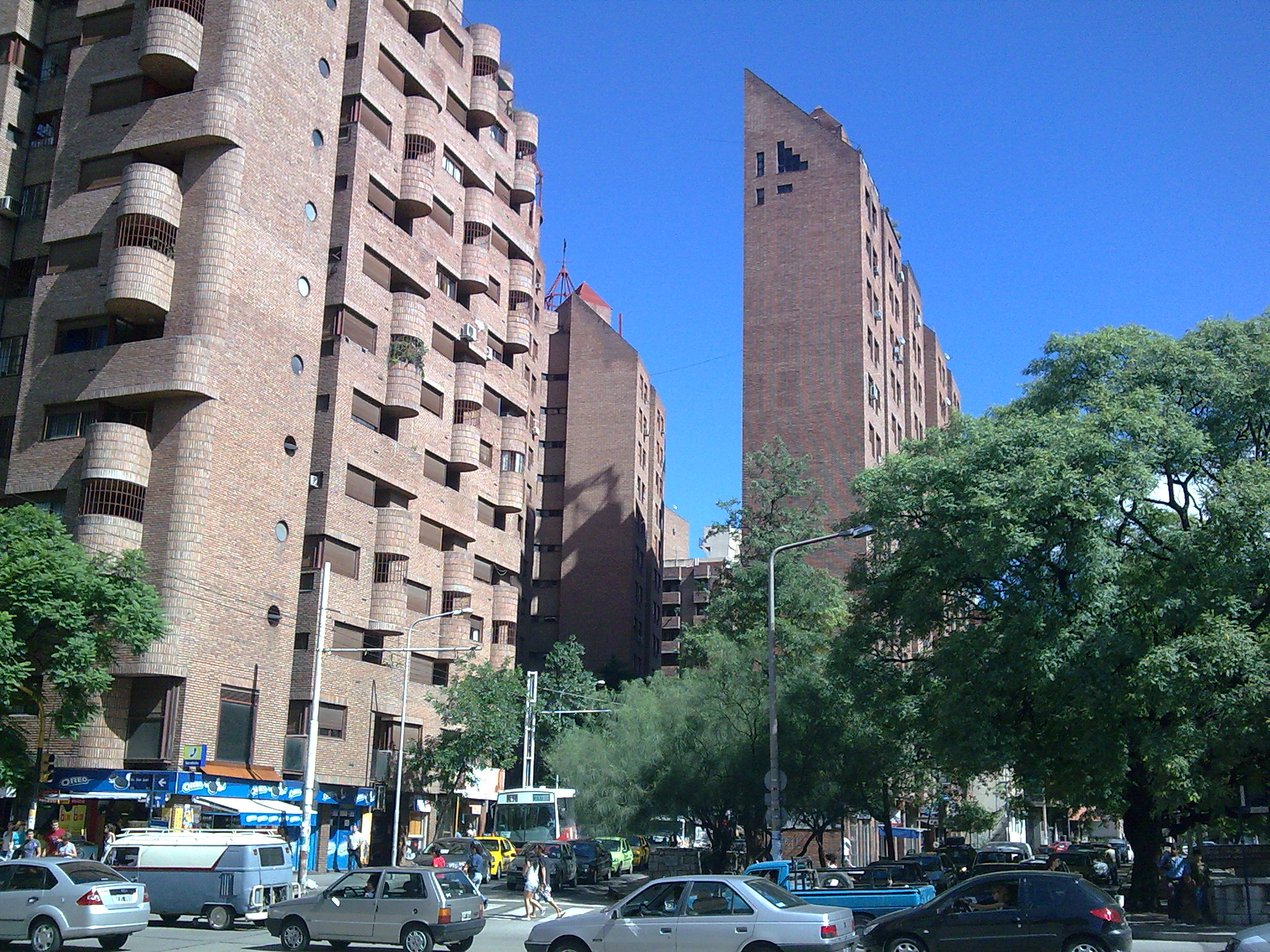
Los edificios Calicanto frente a La Cañada. Estos edificios de ladrillo visto son unas de sus obras más representativas.

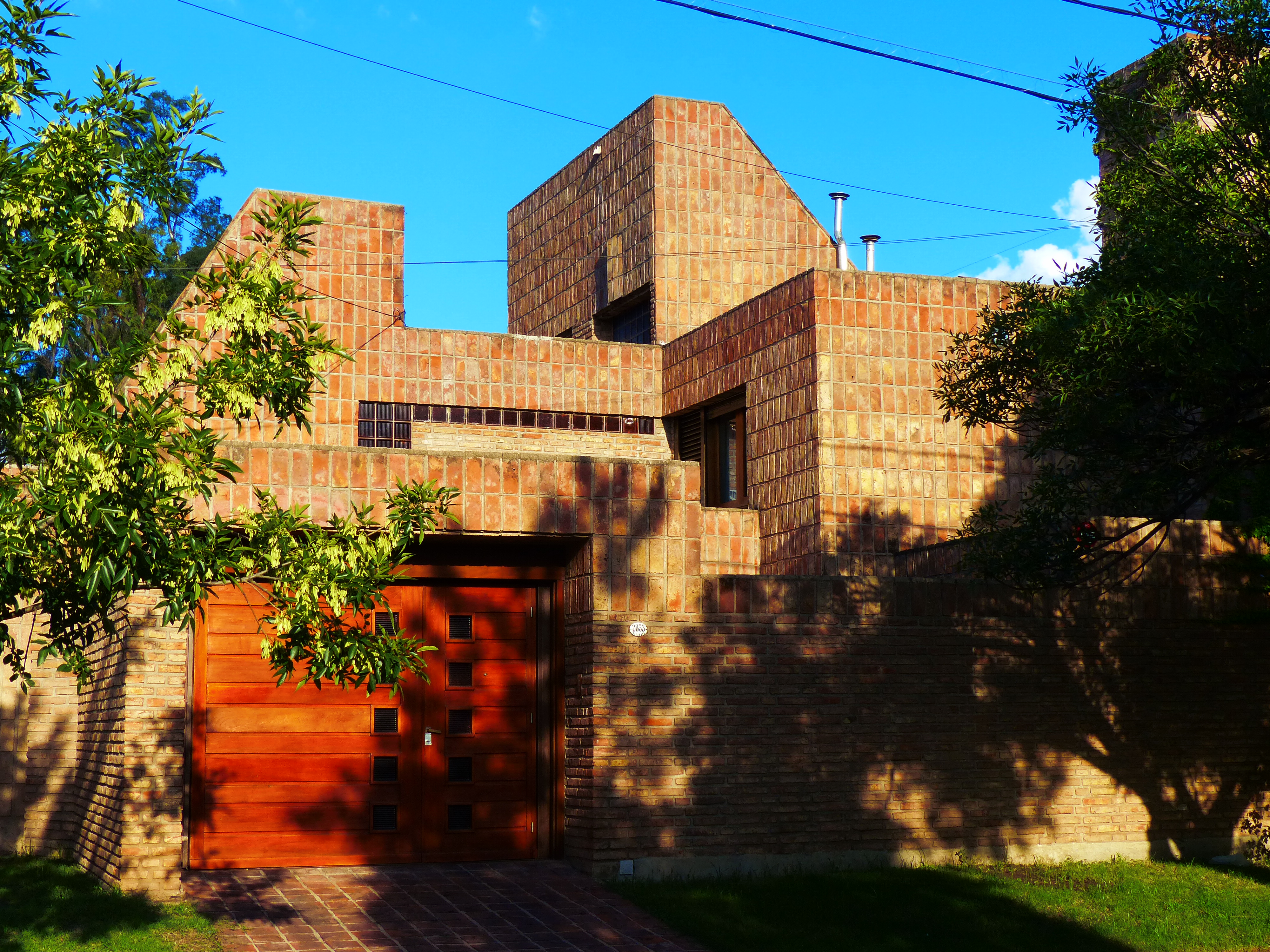
Togo Díaz, Casa Morozovsky, Córdoba, Argentina

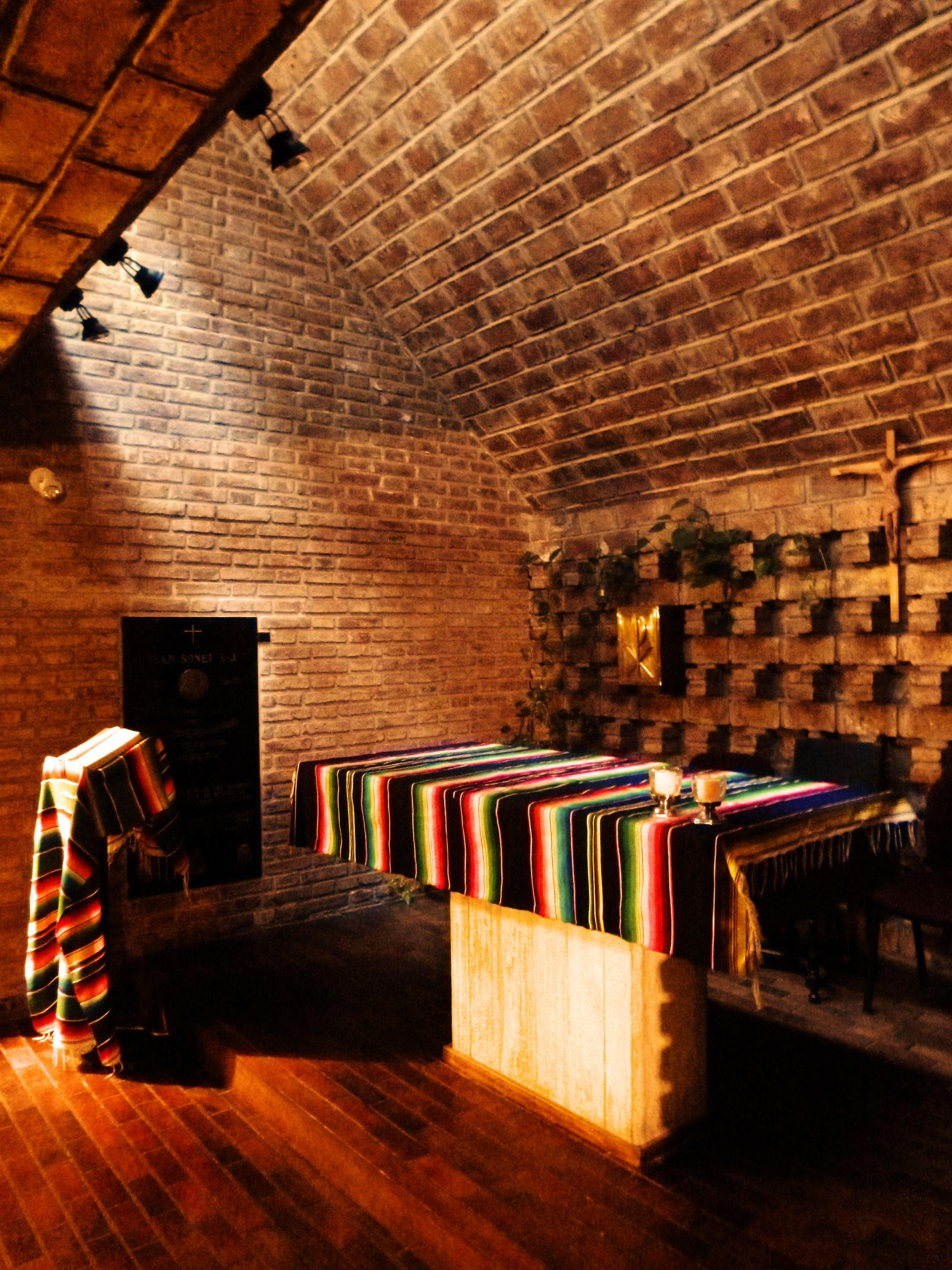
Togo Díaz, Capilla de la Universidad Católica de Córdoba, Argentina

José Ignacio Díaz (22 de abril de 1927 - Córdoba, 31 de enero de 2009) también conocido como "El Togo" fue un arquitecto y artista plástico argentino. Su obra cambió la fisonomía de la ciudad de Córdoba. Ha recibido numerosos premios nacionales e internacionales.

## Biografía
Hijo de José Ignacio Díaz y Susana Martínez. Cursó sus primeros estudios en el Colegio Nacional de Monserrat. Casado con Sara Beatriz (Betty) Yadarola, también arquitecta que lo acompañó durante sus casi 50 años de matrimonio, tuvo cuatro hijos, María Soledad, la mayor, también arquitecta, José Ignacio, Rodrigo y Gonzalo, los cuales nacidos entre cal y ladrillos, se dedican actualmente a la Arquitectura, construcción e inmobiliaria. Se recibió en la Universidad Nacional de Córdoba en 1959.

## Trayectoria
Díaz también colaboró como dibujante con otros arquitectos como Antonio Bonet que estaba proyectando la Torre de las Américas en Córdoba. En 1964 se asocia con el ingeniero Fernando Lozada, configurando el inicio de la empresa Díaz y Lozada S.R.L. a la cual sumarían posteriormente otros socios. Allí fue Socio Gerente entre 1964 y 1990. La empresa proyecta y construye edificios de todo tipo en Córdoba y en otras provincias: tipologías educacionales, religiosas, industriales, clínicas, hoteles, locales comerciales, galerías comerciales, shoppings. Díaz diseñó y construyó 170 edificios en el centro de Córdoba. Todos, con un tratamiento volumétrico destacado y la inmensa mayoría forrados de ladrillos a la vista. Además diseñó alrededor de 400 casas, muchas de ellas publicadas en revistas del tema.
En su labor docente, fue profesor titular de las cátedras Arquitectura 1° y 2° de la Universidad Católica de Córdoba en 1966 y profesor de Tesis en la misma Universidad durante 1973. Se desempeñó como Decano de la Facultad de Arquitectura de la Universidad Católica de Córdoba entre 1969 y 1971. En los últimos años y contando con mayor disposición de tiempo acepta la invitación que le realiza Esteban Bondone, decano de la Facultad de Arquitectura de la Universidad Católica de Córdoba, para sumarse al cuerpo docente, que se renueva a partir de un nuevo plan de estudios. Allí se desempeñó como profesor titular de Arquitectura II y junto a Bondone, Sargiotti y Villasuso diseñan la nueva biblioteca del campus.
Se dedicó a la pintura y participó de muestras colectivas e individuales. Realizó los murales del Hotel Panorama de Córdoba.

## Publicaciones
Publicó obras en libros, en numerosas revistas de arquitectura, periódicos nacionales y extranjeros. La guía de Córdoba de Marina Waisman, Juana Bustamante y Gustavo Ceballos incluye 8 obras del arquitecto: el hotel Panorama, el edificio Escalonado, el Conjunto Calicanto, el Paseo de la Ciudad (en equipo con GGMPU), el edificio Sant’Angelo, los edificios Arcos, la casa Zorzi y el shopping de Villa Cabrera.
Entre las numerosas publicaciones sobre su obra se señalan:
- «Reportagem e duas obras em Córdoba, na Argentina, de José Ignácio Diaz». AU, arquitetura e urbanismo (São Paulo) (27). 1990. ISSN 0102-8979.
- «Togo Díaz». Casas (Buenos Aires) (10). 1986.
- Díaz, José Ignacio (1988). «Fragmentos de una ciudad en altura: torres de viviendas en Córdoba, Argentina». AV. Monografías (España). América Sur (13): 70-73. ISSN 0213-487X.
- Naselli, César (1979). «Lectura de un diseñador: JID visto al microscopio». Summa (143): 28-33.
- Naselli, César; Waisman, Marina (1988). «Togo Díaz: the architect and the city». Spazio e Società (Milán) (43): 42-51. ISSN 1723-0993.
- París, Omar (2006). «Entrevista a Togo Díaz». Casas. 30-60 cuaderno latinoamericano de arquitectura. i+p. pp. 78-83. ISBN 9872227373.
- Pinilla Acevedo, Mauricio (1993). Togo Díaz. El arquitecto y su ciudad. Bogotá: Escala. ISBN 9589082734.

## Premios
Entre los premios y condecoraciones obtenidos se encuentran:
- Premio otorgado por la Academia Internacional de Sofía Bulgaria en la Bienal Internacional de Arquitectura, 1989.
- Medalla de Honor al arquitecto empresario más destacado de América, 1994.
- Premio Konex 1992: Arquitectura: Quinquenio 1982-1986.[7]
- Premio de la Academia Nacional de Bellas Artes a la trayectoria, 2007.
- Doctor honoris causa de la Universidad Católica de Córdoba, 2008.